# The Victim (miniserie televisiva)
The Victim è una miniserie televisiva britannica creata da Rob Williams e diretta da Niall McCormick. Trasmessa dall'emittente BBC One dall'8 all'11 aprile 2019. mentre in Italia è andata in onda in prima visione su Sky Investigation dal 31 ottobre al 7 novembre 2021.

## Trama
Anna Dean, una madre ancora in lutto per la perdita del figlio, ucciso ormai 14 anni prima da un ragazzino poco più grande di lui, finisce sotto processo con l’accusa di "incitamento all’omicidio".

## Puntate
| nº | Titolo originale | Titolo italiano | Prima TV UK    | Prima TV Italia |
| -- | ---------------- | --------------- | -------------- | --------------- |
| 1  | Episode 1        | Episodio 1      | 8 aprile 2019  | 31 ottobre 2021 |
| 2  | Episode 2        | Episodio 2      | 9 aprile 2019  | 31 ottobre 2021 |
| 3  | Episode 3        | Episodio 3      | 10 aprile 2019 | 7 novembre 2021 |
| 4  | Episode 4        | Episodio 4      | 11 aprile 2019 | 7 novembre 2021 |

## Accoglienza
The Victim è stata accolta in maniera molto positiva dalla critica internazionale: su Rotten Tomatoes ha un indice di gradimento del 91% e Lucy Mangan, del The Guardian, ha dato un punteggio di 4 su 5, la cui recensione dice “John Hannah e Kelly Macdonald recitano in questo dramma intelligente su un assassino di bambini, che pone domande sempre più impegnative. Preparatevi a rimanere agganciati alla televisione per tutta la settimana”.